# Atyria hypocyanea
Atyria hypocyanea là một loài bướm đêm trong họ Geometridae.